# Estonia na Letnich Igrzyskach Olimpijskich 1936
Reprezentacja Estonii na Letnich Igrzyskach Olimpijskich 1936 liczyła 33 zawodników. Rywalizowali w 29 konkurencjach w 8 dyscyplinach. Zdobyli 7 medali, w tym 2 złote, co jest najlepszym wynikiem w historii startów tego kraju.

## Medale
| Medal  | Zawodnik          | Dyscyplina           | Konkurencja               | Data        |
| ------ | ----------------- | -------------------- | ------------------------- | ----------- |
| złoto  | Kristjan Palusalu | Zapasy               | wolny, waga ciężka        | 4 sierpnia  |
| złoto  | Kristjan Palusalu | Zapasy               | klasyczny, waga ciężka    | 9 sierpnia  |
| srebro | August Neo        | Zapasy               | dowolny, waga półciężka   | 4 sierpnia  |
| srebro | Nikolai Stepulov  | Boks                 | waga lekka                | 15 sierpnia |
| brąz   | Arnold Luhaäär    | Podnoszenie ciężarów | waga ciężka               | 5 sierpnia  |
| brąz   | Voldemar Väli     | Zapasy               | klasyczna, waga lekka     | 9 sierpnia  |
| brąz   | August Neo        | Zapasy               | klasyczny, waga półciężka | 9 sierpnia  |

## Zawodnicy

### Boks
Mężczyźni
- Nikolai Stepulov
- Evald Seepere

| Konkurencja   | Zawodnik         | Wynik   | Miejsce       |
| ------------- | ---------------- | ------- | ------------- |
| Waga piórkowa | Evald Seepere    | 2 runda | 9.            |
| Waga lekka    | Nikolai Stepulov | finał   | Srebrny medal |

### Koszykówka
Mężczyźni
- Erich Altosaar
- Artur Amon
- Aleksander Illi
- Robert Keres
- Vladimir Kärk
- Evald Mahl
- Aleksander Margiste
- Heino Veskila

I runda
| 7 sierpnia 1936 | Estonia | 34:29 | Francja | Berlin |
| 7 sierpnia 1936 |         | 34:29 |         | Berlin |

II runda
| 9 sierpnia 1936 | Stany Zjednoczone | 52:28 | Estonia | Berlin |
| 9 sierpnia 1936 |                   | 52:28 |         | Berlin |

III runda
| 11 września 1936 | Filipiny | 39:22 | Estonia | Berlin |
| 11 września 1936 |          | 39:22 |         | Berlin |

Reprezentacja Estonii w pierwszej rundzie pokonała Francuzów 34:29. W drugiej trafiła na, późniejszych mistrzów olimpijskich, reprezentację USA, której ulegli 28:52. Mimo porażki znalazła się w 3 rundzie, gdzie przegrała z Filipinami 22:39 i odpadła z turnieju. Ostatecznie sklasyfikowani na miejscach 9-14.

### Lekkoatletyka
Mężczyźni
- Koit Annamaa
- Aksel Kuuse
- Gustav Sule
- Ruudi Toomsalu
- Reginald Uba
- Arnold Viiding
- Evald Äärma

| Konkurencja    | Zawodnik       | Wynik  | Miejsce |
| -------------- | -------------- | ------ | ------- |
| 100 m          | Ruudi Toomsalu | 11.0   | I runda |
| 1500 m         | Reginald Uba   | 4:26.2 | I runda |
| Skok wzwyż     | Aksel Kuuse    | 1.90   | 10.     |
| Skok o tyczce  | Evald Äärma    | 3.70   | 26.     |
| Skok w dal     | Ruudi Toomsalu | 7.00   | NP      |
| Pchnięcie kulą | Arnold Viiding | 15.23  | 8.      |
| Rzut młotem    | Koit Annamaa   | 50.46  | 8.      |
| Rzut oszczepem | Gustav Sule    | 63.26  | 11.     |

### Pływanie
Mężczyźni
- Egon Roolaid
- Boris Roolaid

| Konkurencja              | Zawodnik      | Wynik  | Miejsce |
| ------------------------ | ------------- | ------ | ------- |
| 100 m stylem dowolnym    | Egon Roolaid  | 1:01.5 | I runda |
| 100 m stylem grzbietowym | Boris Roolaid | 1:21.1 | I runda |

### Podnoszenie ciężarów
Mężczyźni
- Arnold Luhaäär
- Erm Lund
- Peeter Mürk
- Karl Oole

| Konkurencja    | Zawodnik        | Wynik | Miejsce       |
| -------------- | --------------- | ----- | ------------- |
| Waga piórkowa  | Erm Lund        | 270.0 | 13.           |
| Waga lekka     | Peeter Mürk     | 285.0 | 11.           |
| Waga półciężka | Karl Oole       | 320.0 | 14.           |
| Waga ciężka    | Aleksander Kask | 400.0 | Brązowy medal |

### Wioślarstwo
Mężczyźni
- Elmar Korko

| Konkurencja | Zawodnik    | Wynik  | Miejsce  |
| ----------- | ----------- | ------ | -------- |
| Jedynki     | Elmar Korko | 7:44.1 | Repasaże |

### Zapasy
Mężczyźni
- August Kukk
- Voldemar Mägi
- August Neo
- Kristjan Palusalu
- Edgar Puusepp
- Evald Sikk
- Adalbert Toots
- Voldemar Väli

| Konkurencja                | Zawodnik          | Wynik         |
| -------------------------- | ----------------- | ------------- |
| Klasyczny, waga kogucia    | Evald Sikk        | 6.            |
| Klasyczny, waga lekka      | Voldemar Väli     | Brązowy medal |
| Klasyczny, waga półśrednia | Edgar Puusepp     | 4.            |
| Klasyczny, waga średnia    | Voldemar Mägi     | 2 runda       |
| Klasyczny, waga półciężka  | August Neo        | Brązowy medal |
| Klasyczny, waga ciężka     | Kristjan Palusalu | Złoty medal   |
| Wolny, waga lekka          | Adalbert Toots    | 4 runda       |
| Wolny, waga półśrednia     | August Kukk       | 2 runda       |
| Wolny, waga półciężka      | August Neo        | Serbny medal  |
| Wolny, waga ciężka         | Evald Sikk        | Złoty medal   |

### Żeglarstwo
Mężczyźni
- Erik von Holst

| Konkurencja      | Zawodnik       | Punkty | Miejsce |
| ---------------- | -------------- | ------ | ------- |
| Jole olimpijskie | Erik von Holst | 78     | 17.     |